# Colón (Lavalleja)
Pour les articles homonymes, voir Colon.
Colón est une ville de l'Uruguay située dans le département de Lavalleja. Sa population est de 220 habitants.

## Population
| Année | Population |
| ----- | ---------- |
| 1963  | 387        |
| 1975  | 368        |
| 1985  | 264        |
| 1996  | 223        |
| 2004  | 220        |

Référence,: